# Parapomecyna flavomaculata
Parapomecyna flavomaculata là một loài bọ cánh cứng trong họ Cerambycidae.